# Copris jacchoides
Copris jacchoides är en skalbaggsart som beskrevs av Nguyen-phung och Yves Cambefort 1987. Copris jacchoides ingår i släktet Copris och familjen bladhorningar. Inga underarter finns listade i Catalogue of Life.